# Lars Iver Strand
Lars Iver Strand est un footballeur norvégien, né le 7 mai 1983 à Lakselv en Norvège. Il évolue comme milieu offensif.

## Sélection nationale
- Norvège : 4 sélections

Lars Iver Strand compte quatre sélections entre 2005 et 2007 dont une comme titulaire.
Il obtient sa première sélection lors d'une tournée dans le golfe persique le 22 janvier 2005 contre le Koweït, match qui se termine sur un résultat nul (1-1).

## Palmarès
Tromsø IL
- Champion de D2 norvégienne (1) : 2002

 Vålerenga IF
- Vainqueur de la Coupe de Norvège (1) : 2008